# Pernille Grumme
Pernille Grumme (født 24. oktober 1946) er en dansk skuespillerinde, som er uddannet fra Privatteatrenes Elevskole i 1968 og Statens Teaterskole i 1969. Hun har optrådt på flere scener, bl.a. Det Danske Teater, Svalegangen, Gladsaxe Teater og Boldhus Teatret, ligesom man på tv har set hende i serierne En by i provinsen, Strandvaskeren og TAXA.
Ved Europa-Parlamentsvalget 2019  stillede Pernille Grumme op for Folkebevægelsen mod EU, og fik 1174 personlige stemmer.

## Film i udvalg
- I morgen, min elskede – 1971
- Revolutionen i vandkanten – 1971
- Rektor på sengekanten – 1972
- Per – 1975
- Pas på ryggen, professor – 1977
- Koks i kulissen – 1983
- Bornholms stemme – 1999
- Manden som ikke ville dø – 1999

## Ekstern henvisning
- Pernille Grumme på Internet Movie Database (engelsk)
- Pernille Grumme på Filmdatabasen
- Pernille Grumme på danskefilm.dk
- Pernille Grumme på danskfilmogtv.dk
- Pernille Grumme på Scope
- Pernille Grumme på Svensk Filmdatabas (svensk)
- Pernille Grumme på AlloCiné (fransk)
- Pernille Grumme på AllMovie (engelsk)
- Pernille Grumme på The Movie Database (engelsk)